# Nyssocnemis obesa
Nyssocnemis obesa är en fjärilsart som beskrevs av Eduard Friedrich Eversmann 1846. Nyssocnemis obesa ingår i släktet Nyssocnemis och familjen nattflyn. Inga underarter finns listade i Catalogue of Life.